# 丸の内朝大学
丸の内朝大学（まるのうちあさだいがく、英称：Morning University of Marunouchi）は、日本の市民大学である。
運営主体はまちづくりに関わるNPOや一般社団法人によって組成される丸の内朝大学企画委員会。丸の内エリア全体をキャンパスに2009年4月に一般向けの講座を開講。
活動の目的は丸の内の朝の時間の学びの場を通じてコミュニティを形成することである。

## オフィスエリアのコミュニティを形成する市民大学
丸の内朝大学は学校教育法上の学校法人、大学ではない。
運営元の丸の内朝大学企画委員会は下記の3団体によって組成されている。
- 一般社団法人 大手町・丸の内・有楽町地区まちづくり協議会
- エコッツェリア協会（一般社団法人 大丸有環境共生型まちづくり推進協会）
- 特定非営利活動法人大丸有エリアマネジメント協会